# Юнацька збірна Намібії з футболу (U-17)
Юнацька збірна Намібії з футболу (U-17) — національна футбольна збірна Намібії, що складається із гравців віком до 17 років. Керівництво командою здійснює Футбольна асоціація Намібії.
Головним континентальним турніром для команди є Юнацький (U-17) чемпіонат Африки з футболу, успішний виступ на якому дозволяє отримати путівку на Чемпіонат світу (U-17). Також може брати участь у товариських і регіональних змаганнях. Протягом 1980-х років функціонувала у форматі U-16.

## Виступи на міжнародних турнірах

### Юнацький чемпіонат світу (U-16/17)
| Статистика чемпіонатів світу (U-17) | Статистика чемпіонатів світу (U-17) | Статистика чемпіонатів світу (U-17) | Статистика чемпіонатів світу (U-17) | Статистика чемпіонатів світу (U-17) | Статистика чемпіонатів світу (U-17) | Статистика чемпіонатів світу (U-17) | Статистика чемпіонатів світу (U-17) | Статистика чемпіонатів світу (U-17) | Статистика чемпіонатів світу (U-17) |
| Виступи: 0 / 17                     | Виступи: 0 / 17                     | Виступи: 0 / 17                     | Виступи: 0 / 17                     | Виступи: 0 / 17                     | Виступи: 0 / 17                     | Виступи: 0 / 17                     | Виступи: 0 / 17                     | Виступи: 0 / 17                     | Виступи: 0 / 17                     |
| Рік                                 | Раунд                               | Місце                               | І                                   | В                                   | Н                                   | П                                   | Г+                                  | Г-                                  | РГ                                  |
| ----------------------------------- | ----------------------------------- | ----------------------------------- | ----------------------------------- | ----------------------------------- | ----------------------------------- | ----------------------------------- | ----------------------------------- | ----------------------------------- | ----------------------------------- |
| 1985                                | відмовилися від участі              | відмовилися від участі              | відмовилися від участі              | відмовилися від участі              | відмовилися від участі              | відмовилися від участі              | відмовилися від участі              | відмовилися від участі              | відмовилися від участі              |
| 1987                                | відмовилися від участі              | відмовилися від участі              | відмовилися від участі              | відмовилися від участі              | відмовилися від участі              | відмовилися від участі              | відмовилися від участі              | відмовилися від участі              | відмовилися від участі              |
| 1989                                | відмовилися від участі              | відмовилися від участі              | відмовилися від участі              | відмовилися від участі              | відмовилися від участі              | відмовилися від участі              | відмовилися від участі              | відмовилися від участі              | відмовилися від участі              |
| 1991                                | відмовилися від участі              | відмовилися від участі              | відмовилися від участі              | відмовилися від участі              | відмовилися від участі              | відмовилися від участі              | відмовилися від участі              | відмовилися від участі              | відмовилися від участі              |
| 1993                                | відмовилися від участі              | відмовилися від участі              | відмовилися від участі              | відмовилися від участі              | відмовилися від участі              | відмовилися від участі              | відмовилися від участі              | відмовилися від участі              | відмовилися від участі              |
| 1995                                | відмовилися від участі              | відмовилися від участі              | відмовилися від участі              | відмовилися від участі              | відмовилися від участі              | відмовилися від участі              | відмовилися від участі              | відмовилися від участі              | відмовилися від участі              |
| 1997                                | відмовилися від участі              | відмовилися від участі              | відмовилися від участі              | відмовилися від участі              | відмовилися від участі              | відмовилися від участі              | відмовилися від участі              | відмовилися від участі              | відмовилися від участі              |
| 1999                                | не кваліфікувалася                  | не кваліфікувалася                  | не кваліфікувалася                  | не кваліфікувалася                  | не кваліфікувалася                  | не кваліфікувалася                  | не кваліфікувалася                  | не кваліфікувалася                  | не кваліфікувалася                  |
| 2001                                | не кваліфікувалася                  | не кваліфікувалася                  | не кваліфікувалася                  | не кваліфікувалася                  | не кваліфікувалася                  | не кваліфікувалася                  | не кваліфікувалася                  | не кваліфікувалася                  | не кваліфікувалася                  |
| 2003                                | не кваліфікувалася                  | не кваліфікувалася                  | не кваліфікувалася                  | не кваліфікувалася                  | не кваліфікувалася                  | не кваліфікувалася                  | не кваліфікувалася                  | не кваліфікувалася                  | не кваліфікувалася                  |
| 2005                                | не кваліфікувалася                  | не кваліфікувалася                  | не кваліфікувалася                  | не кваліфікувалася                  | не кваліфікувалася                  | не кваліфікувалася                  | не кваліфікувалася                  | не кваліфікувалася                  | не кваліфікувалася                  |
| 2007                                | знялася                             | знялася                             | знялася                             | знялася                             | знялася                             | знялася                             | знялася                             | знялася                             | знялася                             |
| 2009                                | не кваліфікувалася                  | не кваліфікувалася                  | не кваліфікувалася                  | не кваліфікувалася                  | не кваліфікувалася                  | не кваліфікувалася                  | не кваліфікувалася                  | не кваліфікувалася                  | не кваліфікувалася                  |
| 2011                                | не кваліфікувалася                  | не кваліфікувалася                  | не кваліфікувалася                  | не кваліфікувалася                  | не кваліфікувалася                  | не кваліфікувалася                  | не кваліфікувалася                  | не кваліфікувалася                  | не кваліфікувалася                  |
| 2013                                | не кваліфікувалася                  | не кваліфікувалася                  | не кваліфікувалася                  | не кваліфікувалася                  | не кваліфікувалася                  | не кваліфікувалася                  | не кваліфікувалася                  | не кваліфікувалася                  | не кваліфікувалася                  |
| 2015                                | не кваліфікувалася                  | не кваліфікувалася                  | не кваліфікувалася                  | не кваліфікувалася                  | не кваліфікувалася                  | не кваліфікувалася                  | не кваліфікувалася                  | не кваліфікувалася                  | не кваліфікувалася                  |
| 2017                                | не кваліфікувалася                  | не кваліфікувалася                  | не кваліфікувалася                  | не кваліфікувалася                  | не кваліфікувалася                  | не кваліфікувалася                  | не кваліфікувалася                  | не кваліфікувалася                  | не кваліфікувалася                  |
| Усього                              | -                                   | -                                   |                                     |                                     |                                     |                                     |                                     |                                     |                                     |

### Юнацький чемпіонат Африки
| Юнацький (U-17) чемпіонат Африки | Юнацький (U-17) чемпіонат Африки | Юнацький (U-17) чемпіонат Африки | Юнацький (U-17) чемпіонат Африки | Юнацький (U-17) чемпіонат Африки | Юнацький (U-17) чемпіонат Африки | Юнацький (U-17) чемпіонат Африки | Юнацький (U-17) чемпіонат Африки | Юнацький (U-17) чемпіонат Африки |    | Відбір на юнацький чемпіонат Африки | Відбір на юнацький чемпіонат Африки | Відбір на юнацький чемпіонат Африки | Відбір на юнацький чемпіонат Африки | Відбір на юнацький чемпіонат Африки | Відбір на юнацький чемпіонат Африки | Відбір на юнацький чемпіонат Африки |
| Виступи: 0 / 13                  | Виступи: 0 / 13                  | Виступи: 0 / 13                  | Виступи: 0 / 13                  | Виступи: 0 / 13                  | Виступи: 0 / 13                  | Виступи: 0 / 13                  | Виступи: 0 / 13                  | Виступи: 0 / 13                  |    |                                     |                                     |                                     |                                     |                                     |                                     |                                     |
| Рік                              | Раунд                            | І                                | В                                | Н                                | П                                | Г+                               | Г-                               | РГ                               | І  | В                                   | Н                                   | П                                   | Г+                                  | Г-                                  | РГ                                  |                                     |
| -------------------------------- | -------------------------------- | -------------------------------- | -------------------------------- | -------------------------------- | -------------------------------- | -------------------------------- | -------------------------------- | -------------------------------- | -- | ----------------------------------- | ----------------------------------- | ----------------------------------- | ----------------------------------- | ----------------------------------- | ----------------------------------- | ----------------------------------- |
| 1995                             | відмовилися від участі           | відмовилися від участі           | відмовилися від участі           | відмовилися від участі           | відмовилися від участі           | відмовилися від участі           | відмовилися від участі           | відмовилися від участі           |    |                                     |                                     |                                     |                                     |                                     |                                     |                                     |
| 1997                             | відмовилися від участі           | відмовилися від участі           | відмовилися від участі           | відмовилися від участі           | відмовилися від участі           | відмовилися від участі           | відмовилися від участі           | відмовилися від участі           |    |                                     |                                     |                                     |                                     |                                     |                                     |                                     |
| 1999                             | не кваліфікувалася               | не кваліфікувалася               | не кваліфікувалася               | не кваліфікувалася               | не кваліфікувалася               | не кваліфікувалася               | не кваліфікувалася               | не кваліфікувалася               | 2  | 0                                   | 1                                   | 1                                   | 1                                   | 4                                   | -3                                  |                                     |
| 2001                             | не кваліфікувалася               | не кваліфікувалася               | не кваліфікувалася               | не кваліфікувалася               | не кваліфікувалася               | не кваліфікувалася               | не кваліфікувалася               | не кваліфікувалася               | 2  | 1                                   | 0                                   | 1                                   | 2                                   | 7                                   | -5                                  |                                     |
| 2003                             | не кваліфікувалася               | не кваліфікувалася               | не кваліфікувалася               | не кваліфікувалася               | не кваліфікувалася               | не кваліфікувалася               | не кваліфікувалася               | не кваліфікувалася               | 2  | 0                                   | 1                                   | 1                                   | 0                                   | 3                                   | -3                                  |                                     |
| 2005                             | не кваліфікувалася               | не кваліфікувалася               | не кваліфікувалася               | не кваліфікувалася               | не кваліфікувалася               | не кваліфікувалася               | не кваліфікувалася               | не кваліфікувалася               | 2  | 0                                   | 1                                   | 1                                   | 1                                   | 2                                   | -1                                  |                                     |
| 2007                             | знялася                          | знялася                          | знялася                          | знялася                          | знялася                          | знялася                          | знялася                          | знялася                          |    |                                     |                                     |                                     |                                     |                                     |                                     |                                     |
| 2009                             | не кваліфікувалася               | не кваліфікувалася               | не кваліфікувалася               | не кваліфікувалася               | не кваліфікувалася               | не кваліфікувалася               | не кваліфікувалася               | не кваліфікувалася               | 6  | 3                                   | 2                                   | 1                                   | 12                                  | 9                                   | +3                                  |                                     |
| 2011                             | не кваліфікувалася               | не кваліфікувалася               | не кваліфікувалася               | не кваліфікувалася               | не кваліфікувалася               | не кваліфікувалася               | не кваліфікувалася               | не кваліфікувалася               | 2  | 0                                   | 0                                   | 2                                   | 0                                   | 5                                   | -5                                  |                                     |
| 2013                             | не кваліфікувалася               | не кваліфікувалася               | не кваліфікувалася               | не кваліфікувалася               | не кваліфікувалася               | не кваліфікувалася               | не кваліфікувалася               | не кваліфікувалася               | 2  | 0                                   | 0                                   | 2                                   | 0                                   | 7                                   | -7                                  |                                     |
| 2015                             | не кваліфікувалася               | не кваліфікувалася               | не кваліфікувалася               | не кваліфікувалася               | не кваліфікувалася               | не кваліфікувалася               | не кваліфікувалася               | не кваліфікувалася               | 2  | 0                                   | 1                                   | 1                                   | 1                                   | 2                                   | -1                                  |                                     |
| 2017                             | не кваліфікувалася               | не кваліфікувалася               | не кваліфікувалася               | не кваліфікувалася               | не кваліфікувалася               | не кваліфікувалася               | не кваліфікувалася               | не кваліфікувалася               | 4  | 1                                   | 0                                   | 3                                   | 3                                   | 7                                   | -4                                  |                                     |
| 2019                             | не кваліфікувалася               | не кваліфікувалася               | не кваліфікувалася               | не кваліфікувалася               | не кваліфікувалася               | не кваліфікувалася               | не кваліфікувалася               | не кваліфікувалася               | 5  | 3                                   | 0                                   | 2                                   | 12                                  | 12                                  | 0                                   |                                     |
| Усього                           | -                                | -                                |                                  |                                  |                                  |                                  |                                  |                                  | 29 | 8                                   | 6                                   | 15                                  | 32                                  | 58                                  | -26                                 |                                     |